# Atentado de Kabul de 2020
El 25 de marzo de 2020, atacantes suicidas y asaltantes armados atacaron el Gurdwara Har Rai Sahib en Kabul, Afganistán. Se informó que alrededor de 200 fieles se encontraban en el edificio, en el que 25 sij fueron asesinados y dejaron al menos 8 heridos después de un asedio de una hora que terminó con la muerte de todos los agresores a manos de las fuerzas de seguridad. Se dijo que al menos un niño estaba entre las personas asesinadas, según la declaración del ministerio del Interior.
La organización extremista y militante islámica Estado Islámico de Irak y el Levante (EIIL) se ha atribuido la responsabilidad. El atacante fue identificado como Abu Khalid al-Hindi, un ciudadano indio de Kerala.

## Ataque
Los ataques comenzaron en el área del santuario donde 200 fieles estaban orando alrededor de las 7:45 a. m. interrumpiendo la adoración que comenzó una hora antes. Los atacantes lanzaron granadas e irrumpieron en el lugar y luego comenzaron a disparar contra la gente. Posteriormente, los atacantes tomaron rehenes dentro del edificio, intercambiando fuego con las fuerzas de seguridad hasta que los tres atacantes murieron y al menos 80 rehenes fueron liberados luego de un tiroteo que duró 6 horas. Después del ataque, los soldados afganos y de la OTAN ayudaron con la operación de limpieza.
El jueves, mientras las familias de los fallecidos y miembros de la comunidad transportaban los cuerpos al cementerio en el área de Qalacha por la tarde, se informó que otra explosión se produjo de forma remota, cerca de la multitud. No hubo víctimas por la explosión. Este no fue el primer ataque de este tipo contra los sijs; un ataque similar del Estado Islámico mató a muchos en Jalalabad en 2018. Los gurdwaras también han sido dañados anteriormente, como durante la batalla de Jalalabad (1989) y la guerra Civil afgana de la década de 1990.

## Perpetrador
Los informes iniciales del gobierno sugirieron que el gobierno de Ashraf Ghani culpó a la red Haqqani por el ataque, pero los talibanes negaron su papel. Poco después, el SITE Intelligence Group anunció que el Estado Islámico de Irak y la provincia de Levante-Khorasan se atribuyeron la responsabilidad inmediatamente después del ataque a través de varias cuentas de redes sociales. El atacante fue identificado como Abu Khalid al-Hindi, un ciudadano indio de Padne en el distrito de Kasargod del estado de Kerala. Una fuente india reveló que se buscaba a al-Hindi en un caso de la NIA de 2016 y que anteriormente había trabajado como comerciante en su ciudad natal. La oficina de inteligencia afgana dijo que el perpetrador abandonó la India en 2018 para unirse a ISIS Khorasan en Afganistán. Las agencias de inteligencia indias lo identificaron como Mohammed Sajid Kuthirummal.
En un comunicado, el ISIS dijo que el ataque se llevó a cabo en respuesta a las acciones del gobierno indio en la Cachemira administrada por India. El autor intelectual del ataque y emir de ISIS-K, Abdullah Orakzai, alias Aslam Farooqi, fue capturado por la Dirección Nacional de Seguridad el 4 de abril junto con otras 19 personas.
La Dirección Nacional de Seguridad de Afganistán arrestó en abril a un grupo de ocho que incluía agentes de la red ISIS-K y Haqqani. Otros cinco miembros murieron en la redada que tuvo lugar en Kabul. El grupo estuvo involucrado en muchos ataques, incluido el gurdwara, el ataque con cohetes en una ceremonia durante la cual Ashraf Ghani prestó juramento como presidente en marzo de 2020 y un ataque con cohetes en el aeródromo de Bagram en abril. Los medios indios informaron que uno de los militantes de ISIS arrestados estaba vinculado a la Inteligencia Interservicios de Pakistán. Este asalto resultó en la muerte de 25 civiles, incluido un niño, mientras que otros ocho resultaron heridos según el comunicado del Ministerio del Interior..
Uno de los que murieron en el ataque es Tian Singh, un ciudadano indio de 71 años de Delhi cuya familia exigió que sus restos fueran llevados a la India.